# Albert Salazar Sánchez-Bueno
Albert Salazar Sánchez-Bueno   (Vallromanes, 5 de desembre de 1995) és un actor català de cine, teatre i televisió que es va donar a conèixer pel gran públic per aparèixer a la sèrie de TV3, La Riera interpretant el paper de Marçal.
Albert Salazar va estudiar a l'Escola d'art dramàtic Eòlia i al Laura Jou Estudi Per a l'Actor de Barcelona. Va començar en el món de la interpretació actuant en alguns curtmetratges, però va guanyar major popularitat amb el paper de Marçal a La Riera.
El 2018 va començar a interpretar a Carlos a l'obra teatral A.K.A. (Also Known As) de Daniel Meyer. Per aquesta feina va ser guardonat com a millor actor de la XXII edició dels Premis Max. El 2020 va participar en el llargmetratge Los pájaros no vuelan de noche i a la sèrie de Playz Drama, on interpreta a Músic.
El 2021 s'uneix al repartiment principal de El Internado: Las cumbres, on es posa a la pell del personatge anomenat Paul. També interpreta el personatge d'en Ferran a la sèrie Bojos per Molière, estrenada el 2023.